# 270 Anahita
Anahita /ɑːnəˈhiːtə, ænə-/ (định danh hành tinh vi hình: 270 Anahita) là một tiểu hành tinh đầy đá, thuộc kiểu quang phổ S, ở vành đai chính. Ngày 8 tháng 10 năm 1887, nhà thiên văn học người Mỹ gốc Đức Christian H. F. Peters phát hiện tiểu hành tinh Adorea khi ông thực hiện quan sát ở Clinton, New York và đặt tên nó theo tên Anahita vị thần trong tiếng Avesta (miền đông Iran).